# Nagynyárád, Baranya
Nagynyárád (în germană Großnaarad) este un sat în districtul Mohács, județul Baranya, Ungaria, având o populație de 774 de locuitori (2011).

## Demografie
Componența etnică a satului Nagynyárád
     Maghiari (62,96%)
     Germani (31,53%)
     Croați (3,35%)
     Romi (1,48%)
     Necunoscut (0,69%)
     Alții (0,69%)
Componența confesională a satului Nagynyárád
     Reformați (3,49%)
     Fără religie (3,36%)
     Necunoscută (92,76%)
     Luterani (0,39%)
Conform recensământului din 2011, satul Nagynyárád avea 774 de locuitori. Din punct de vedere etnic, majoritatea locuitorilor (62,96%) erau maghiari, existând și minorități de germani (31,53%), croați (3,35%) și romi (1,48%). Apartenența etnică nu este cunoscută în cazul a 0,69% din locuitori. Nu există o religie majoritară, locuitorii fiind reformați (3,49%) și persoane fără religie (3,36%). Pentru 92,76% din locuitori nu este cunoscută apartenența confesională.